# Schattenblume (Roman)
Schattenblume (Titel der Originalausgabe: Indelible) ist ein Thriller der US-amerikanischen Schriftstellerin Karin Slaughter aus dem Jahr 2004 und der vierte Band der Grant-County-Reihe. Auf Deutsch erschien der Roman im Jahr 2006.

## Handlung
Die Geschichte geht in die Zeit zurück, als die Beziehung zwischen Sara Linton und Jeffrey Tolliver begann und setzt mit einer hochdramatischen Geiselnahme auf der Grant County Police Station ein. Nachdem Sara und Jeffrey einige Monate zusammengelebt haben, wollen sie ein paar Tage an den Stränden Floridas verbringen. Auf ihrem Weg dorthin machen sie einen Abstecher nach Sylacauga, Alabama, wo Jeffrey ihr zeigen will, wo er aufgewachsen ist, und um ihr seine Freunde aus Kindertagen, Robert und Possum und ihren Frauen, vorzustellen. Jeffrey bekommt ungewollt mit, wie Sara und ihre Mutter sich unterhalten und sie ihn für einen Weiberhelden und Schützenjäger hält. Sie planen, die Nacht in Jeffreys altem Schlafzimmer zu verbringen, aber Saras erstes Treffen mit seiner Mutter verstört sie so sehr, dass sie Hals über Kopf abreist. Als Jeffrey sie endlich einholt, hören sie einen Schrei und einen Schusswechsel aus Roberts Haus. Jeffrey tritt die Tür ein und findet einen verwundeten Robert und seine Frau mit einem Toten in ihrem Schlafzimmer vor. Ihre Geschichten sind widersprüchlich und werfen weitere Fragen auf. Sara und Jeffrey helfen bei der anschließenden polizeilichen Untersuchung mit und als die Vorfälle endgültig aufgeklärt ist, stellt Jeffrey fest, dass einige derjenigen, die ihm in seiner Vergangenheit am nächsten standen, nicht die Menschen waren, für die er sie hielt, und einige seiner tiefsten Geheimnisse werden vor Sara enthüllt.
Die Handlung in der Gegenwart spielt in der Heartsdale Police Station, in der gerade der Besuch einer Grundschule stattfindet und in der schwer bewaffnete Kriminelle ein Blutbad anrichten, während Sara sich dort aufhält. Die Geiselsituation ist äußerst bedrohlich und droht jeden Moment zu kippen. Ein Einsatzkommando des FBI ist auf dem Weg, um die Polizeistation mit Gewalt zu stürmen.
Lena Adams, die vermutlich von ihrem gewalttätigen Freund Ethan Green schwanger ist, muss jetzt zusammen mit dem alten Cop Frank eingreifen und feststellen, wer in der Polizeistation überhaupt noch am Leben ist.

## Hauptfiguren
- Sheriff Jeffrey Tolliver: Chief der lokalen Polizei Grant County
- Sara Linton: Kinderärztin und Gerichtsmedizinerin
- Lena Adams: Polizistin

## Sprachstil

### Klappentext
„In Karin Slaughters atemberaubenden neuen Thriller wird eines Morgens ein Polizist in der Polizeiwache von Grant County einfach abgeknallt und Chief Jeffrey Tolliver schwer verwundet. Es beginnt ein Geiseldrama, das ganz Heartsdale in Atem hält, denn nicht nur Polizisten sind betroffen, sondern auch eine Gruppe Schulkinder, die gerade die Polizeistation besichtigten. Mitten im Geschehen ist Sara Linton, die Kinderärztin und Rechtsmedizinerin des Städtchens, die Jeffrey einen Besuch abstatten wollte, um über ihre schwierige Beziehung zu reden. Sie versucht nun verzweifelt, die Kinder zu beruhigen und ihrem geliebten Jeffrey das Leben zu retten. Außerhalb der Station fährt das FBI schweres Geschütz auf, um die Station zu stürmen. In einem dramatischen Wettlauf gegen die Zeit bemühen sich Polizistin Lena, die gerade wieder in die Einheit aufgenommen wurde, und der zähe alte Cop Frank herauszufinden, wer die Geiselnehmer sind und was für ein dunkles Geheimnis aus Jeffrey und Saras Vergangenheit sich nun aufs Furchtbarste an ihnen allen zu rächen scheint ....“

## Rezensionen
Schattenblume liest sich wie geschnitten Brot. Slaughters Bücher befriedigen überwiegend den Massengeschmack und eine wenig zimperliche Beschreibung von Morden und Mordopfern.
Die Geschichte ist voller Konflikte. Sara Linton, hat den Heiratsantrag ihres ehemaligen Ehemannes und jetzigen Geliebten und Polizeichefs, Jeffrey Tolliver, abgelehnt. Die beiden möchten auf dem Polizeirevier wieder in einen Dialog treten, um ihre Probleme auszuräumen. Just in diesem Moment, in dem auch noch eine Grundschulgruppe die Polizeistation besichtigt, kommt es zu einer bewaffneten Geiselnahme, bei der einige Polizisten getötet werden. Jeffrey wird dabei lebensgefährlich verletzt und die Überlebenden, darunter befinden sich drei Kinder, werden als Geiseln festgehalten.
Draußen versucht ein Einsatzteam, die Geiselnahme gewaltsam zu beenden und Sara bemüht sich, beschwichtigend auf die Geiselnehmer einzureden, um Jeffreys Leben zu retten. Sie erinnert sich an ihren gemeinsamen Ausflug nach Sylacauga, wo sie Einblicke in seine Kindheit bekommen hatte. Jeffs Vater war ein Verbrecher und sogar sein Sohn, heute Polizist, scheint in kriminelle Geschäfte verwickelt gewesen zu sein.
Der Roman Schattenblume hat zwar eine wüste Schießerei auf der Polizeistation im Kern der Handlung, doch dafür werden wenig frisches Blut und Grausamkeiten gezeigt. Auch wird die Geiselnahme überraschend unblutig beendet. Andere Verbrechen werden in Rückblicken gezeigt. Die Problematik dieser Rückblenden liegen darin, dass die Situation in der Zukunft ja bereits bekannt ist. Slaughter versucht dies mit einer eindringlichen Schilderung von Jeffreys Heimatstadt, einer typischen US-Kleinstadt der Südstaaten mit seiner komplexen Sozialstruktur, zu umgehen. Jeffrey wird von seinen ehemaligen Freunden abgelehnt. Auch gibt es noch diverse dunkle Geheimnisse in Jeffreys Kindheit. Sara muss die Identität ihres Mannes verschleiern, da sie spürt, dass die Geiselnehmer es auf ihn abgesehen haben, wüssten sie, wen sie da vor sich haben. Der Leser geht jedoch nicht davon aus, dass Jeff zu grausamen Taten fähig ist.
Überraschend bleibt, dass die Opferzahlen im Gegensatz zu einem typischen Slaughterroman überschaubar bleiben. Der Erfolg von Slaughters Büchern liegt vor allem darin, dass der Leser nicht allzu viel nachdenken muss. Die Erzählebenen wechseln, nur der Haupterzählstrang verläuft relativ linear. Raffiniere Twists fehlen überwiegend. Die Autorin hält den Leser vor allem durch den Zeitwechsel bei der Stange. Kaum hat er sich in die Gegenwart und in das Beziehungsdrama eingelesen, springt die Geschichte wieder in die Vergangenheit und einen Cold Case zurück. Die Charakterentwicklung wird bemängelt. Die Polizistin Lena Adams tritt nach Vergewaltigung und Tod ihrer Zwillingsschwester wieder in das Geschehen ein, ohne jedoch viel zur Geschichte beizutragen. Jeffrey Geschichte bedient die üblichen Kleinstadtklischees: Football, Mädchen, die leicht zu haben sind, kriminelle Väter und Alkoholismus. Sabine Reiß beurteilt Schattenblume als wenig originell, mäßig spannend und leichte Kost.

## Ausgaben
- Karin Slaughter: Schattenblume. Wunderlich, Reinbek bei Hamburg 2006, ISBN 3-8052-0804-9. (Originaltitel: Indelible. Übersetzt von Sophie Zeitz).
- Karin Slaughter: Schattenblume Hörbuch. Audio-CD. 2006.